# Athanasios Skaltsogiannis
Athanasios Skaltsogiannis (Aitolikon, 1873 - † ¿?) fue un atleta griego que compitió en los Juegos Olímpicos de Atenas 1896. Skaltsogiannis compitió en los 110 metros con vallas, y en el salto de longitud, pero se desconoce el tiempo o posición en la que terminó ambas competiciones. En la carrera con vallas se sabe que no alcanzó para avanzar a la final, y en el salto de longitud, lo único que se sabe es que no se clasificó entre los cuatro primeros.
Posteriormente trabajó como un oficial de prisiones y fue asesinado por un preso en la prisión Mendrese.